# Guyanaeremit
Guyanaeremit (Phaethornis rupurumii) är en fågel i familjen kolibrier.

## Utbredning och systematik
Guyanaeremiten återfinns i områden med skog och tät buskvegetation i nordöstra Sydamerika. Den ansågs tidigare vara en underart av sotstrupig eremit.
Fågeln delas in i två underarter. Nominatunderarten Phaethornis rupurumii rupurumii finns i sydöstra Venezuela, västra delen av centrala Guyana, och de allra mest norra delarna av brasilianska Amazonas (speciellt nära den nedre delen av Rio Negro och Rio Branco). Den andra underarten, Phaethornis rupurumii amazonicus, finns i dalgången i nedre delen av Amazonfloden i den norra delen centrala Brasilien, samt uppströms, en bit längs bifloden Tapajós.

## Utseende
Guyanaeremiten är en liten eremit med en total längd av cirka nio centimeter, båda underarterna med mycket svagt brungul-grå undersida och mörka streck på halsen.

## Status och hot
Arten har ett stort utbredningsområde, men tros minska i antal, dock inte tillräckligt kraftigt för att den ska betraktas som hotad. Internationella naturvårdsunionen IUCN listar arten som livskraftig (LC). Världspopulationen har inte uppskattats, men den beskrivs som lokalt vanlig, dock mycket dåligt känd.

## Namn
Fågelns vetenskapliga artnamn rupurumii syftar på Rupununifloden i Guyana.